# 劉道産
劉道産（りゅう どうさん、生年不詳 - 442年）は、東晋から南朝宋にかけての軍人・政治家。本貫は彭城郡呂県。弟は劉道錫。従弟は劉康祖。

## 経歴
太尉諮議参軍の劉簡之の子として生まれた。はじめ輔国参軍をつとめた。無錫県令に任じられ、有能で知られた。義熙年間、劉裕の下で中軍行参軍となり、さらに劉道憐の下で驃騎参軍となって、父の爵位の晋安県五等侯を嗣いだ。義熙13年（417年）、南海郡の徐道期が広州刺史の謝欣を殺害して広州を占拠すると、道産は劉道憐の命を受けて広州に向かった。しかし道産が到着する前に、始興相の劉謙之がすでに広州を平定していた。
道産は寧遠将軍・巴西梓潼二郡太守に任じられた。黄公生・任粛之・張石之ら譙縦の残党たちが、侯攬・羅奧らとともに白水氐を招き入れて、反乱を起こそうと計画していた。道産は黄公生ら21家族を処刑して、残りの仲間たちは赦した。建康に召還されて、彭城王劉義康の下で驃騎中兵参軍となった。元嘉3年（426年）11月、都督梁南秦二州諸軍事・寧遠将軍・西戎校尉・梁南秦二州刺史に任じられた。
元嘉6年（429年）、道産は隴西郡と宋康郡を置くよう上表してこの2郡を領知した。元嘉7年（430年）、建康に召還されて後軍将軍の号を受けた。元嘉8年（431年）、竟陵王劉義宣の下で左将軍諮議参軍となった。閏月、持節・都督雍梁南秦三州荊州之南陽竟陵順陽襄陽新野隨六郡諸軍事・寧遠将軍・寧蛮校尉・雍州刺史・襄陽郡太守に任じられた。道産の統治は善政で知られ、諸民族も帰順する者が相次ぎ、民衆も生業を楽しんで、「襄陽楽歌」が作られたとされる。
元嘉13年（436年）、輔国将軍の号を受けた。元嘉19年（442年）、死去。征虜将軍の位を追贈された。諡は襄侯といった。

## 子女
- 劉延孫
- 劉延熙（大明年間に司徒右長史・黄門郎・臨海義興二郡太守、泰始初年に明帝に叛いて殺害された）

## 伝記資料
- 『宋書』巻65 列伝第25
- 『南史』巻17 列伝第7